# Gabriele Proft

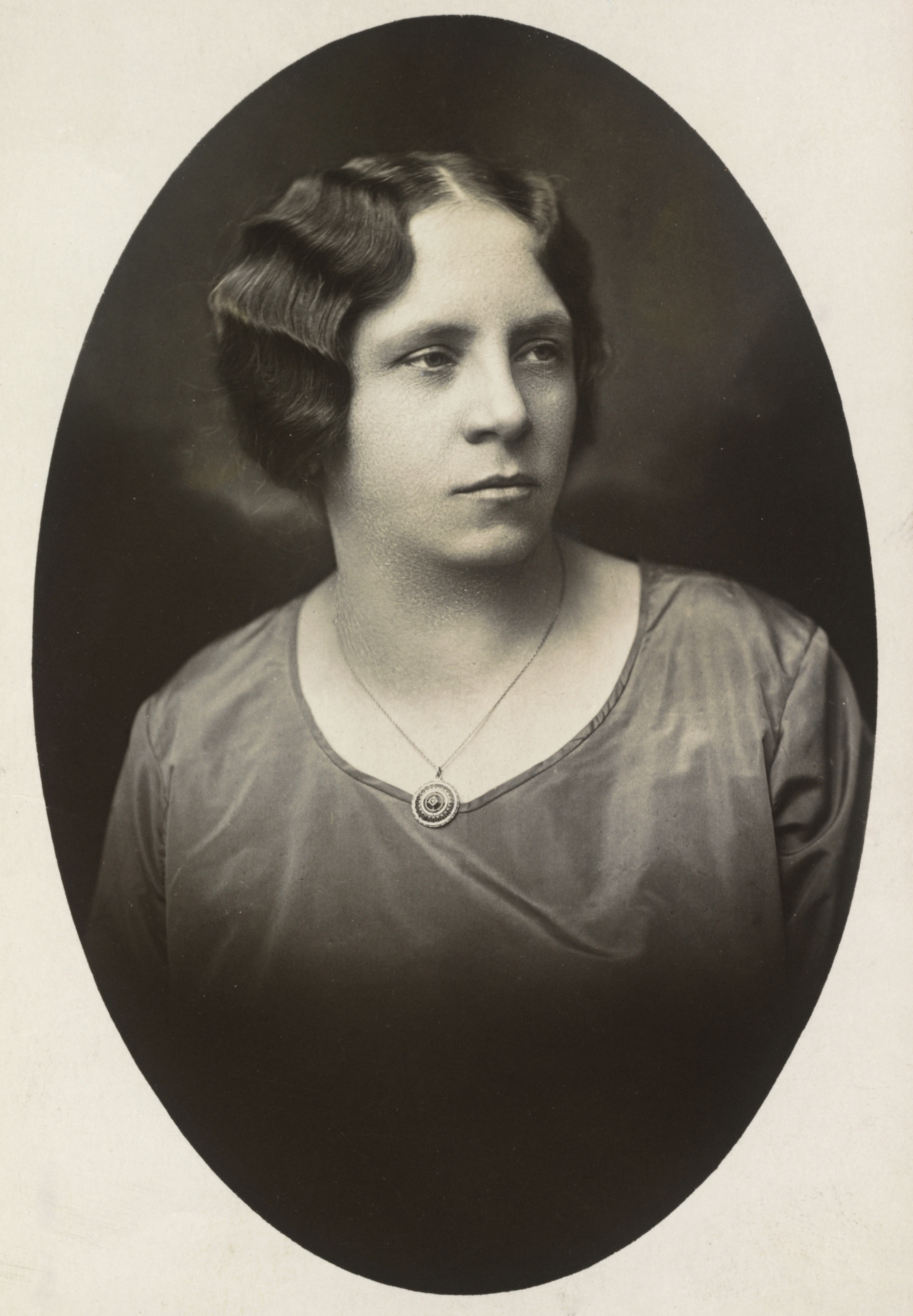
Gabriele Proft (1929)

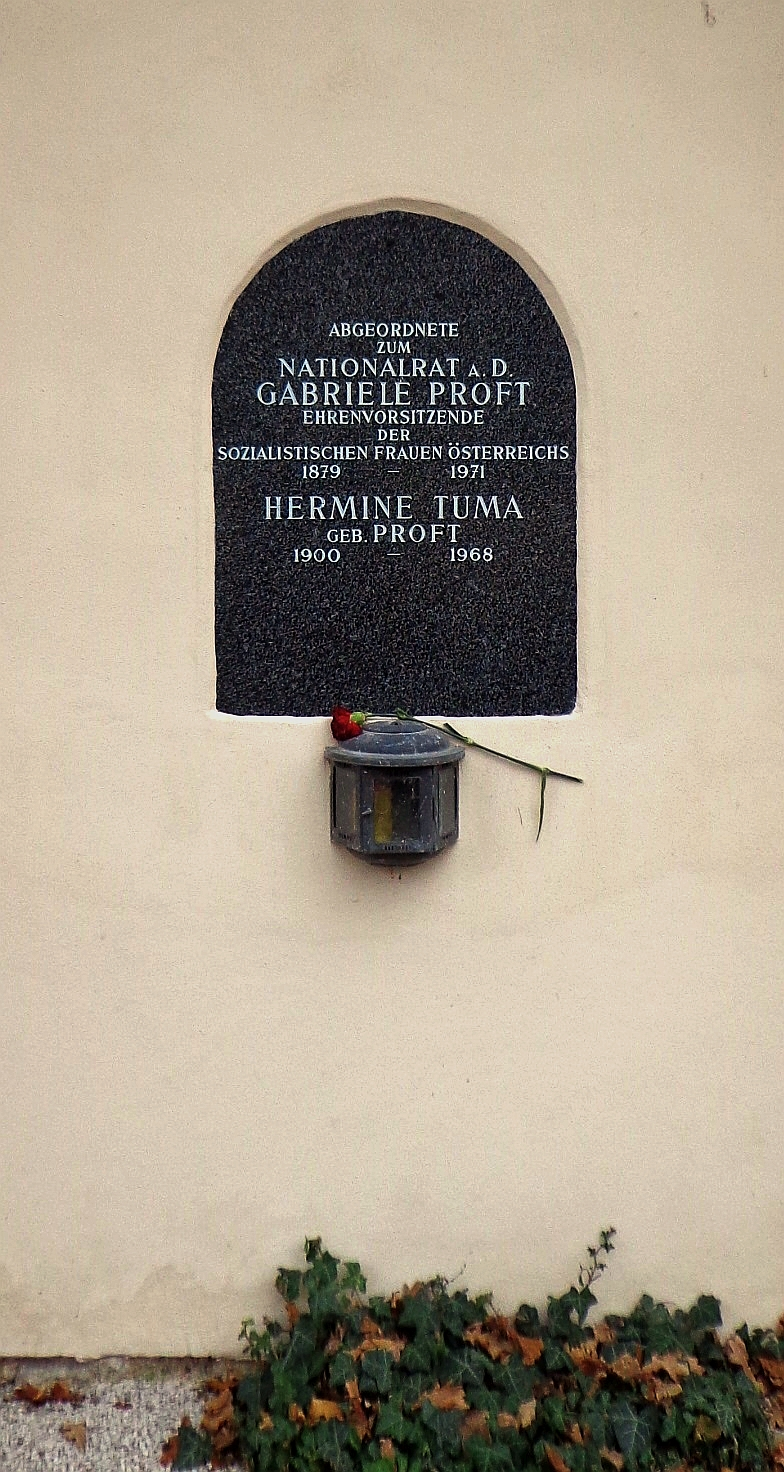
Feuerhalle Simmering – Urnengrab von Gabriele Proft

Gabriele Proft (* 20. Februar 1879 in Troppau, Österreichisch-Schlesien; † 6. April 1971 in Bad Ischl) war eine österreichische Politikerin der SPÖ.

## Leben
Gabriele Proft entstammte einfachen Verhältnissen, sie besuchte die Übungsschule und zwei Klassen Bürgerschule. Sie kam mit 17 Jahren nach Wien und arbeitete als Hausgehilfin und Heimarbeiterin. Ein Vortrag von Franz Schuhmeier veranlasste sie, dem Bildungsverein „Apollo“ beizutreten. Sie engagierte sich in der sozialdemokratischen Frauenbewegung und der Gewerkschaft. Ab dem Jahr 1906 bildete sie sich in der Arbeiterschule weiter und hörte dort unter anderem Vorträge von Robert Danneberg und Adolf Braun. 1909 wurde sie Zentralsekretärin der Frauenorganisation der Sozialdemokratischen Arbeiterpartei.
Während des Ersten Weltkrieges gehörte sie zu den Anhängern des Kriegsgegners Friedrich Adler. Am Parteitag von 1917 trug sie die „Erklärung der Linken“ gegen die regierungstreue Politik der Parteiführung vor. Im Jahr 1918 wurde sie als eine von fünf Frauen in den Wiener Gemeinderat gewählt, 1919 dann in die Konstituierende Nationalversammlung und 1920 in den Nationalrat, dem sie bis 1934 angehörte.
Nach den Februarkämpfen 1934 war sie monatelang inhaftiert. Sie schloss sich dann den Revolutionären Sozialisten an. Im Jahr 1944 wurde sie von den Nationalsozialisten festgenommen und bis zum Kriegsende im KZ-Außenlager Maria Lanzendorf interniert.
Nach Kriegsende 1945 nahm sie ihre politische Tätigkeit im Nationalrat und in der Parteiorganisation wieder auf. Sie war von 1945 bis 1953 Abgeordnete zum Nationalrat und von 1945 bis 1959 stellvertretende Parteivorsitzende der SPÖ sowie Vorsitzende des Frauenzentralkomitees der SPÖ. 1959 folgte ihr Rosa Jochmann als SPÖ-Frauenvorsitzende nach.
Ihr Grab befindet sich im Urnenhain der Feuerhalle Simmering. Es zählt zu den ehrenhalber gewidmeten bzw. ehrenhalber in Obhut genommenen Grabstellen der Stadt Wien.
Im Jahr 2002 wurde in Wien-Donaustadt (22. Bezirk) der Gabriele-Proft-Weg benannt.